# Campeonato Baiano 1940
In 1940 werd het 36ste Campeonato Baiano gespeeld voor voetbalclubs uit de Braziliaanse staat Bahia. De competitie werd gespeeld van 2 juni tot 24 november en werd georganiseerd door de FBF. Niet alle wedstrijden werden voltooid omdat ze geen invloed meer hadden op de titel. Bahia werd kampioen.

## Eindstand
| Plaats | Club     | Wed. | W | G | V | Saldo | Ptn. |
| ------ | -------- | ---- | - | - | - | ----- | ---- |
| 1.     | Ypiranga | 12   | 6 | 4 | 2 | 39:25 | 16   |
| 2.     | Galícia  | 12   | 7 | 1 | 4 | 31:33 | 15   |
| 3.     | Bahia    | 12   | 5 | 2 | 5 | 38:33 | 12   |
| 4.     | Botafogo | 12   | 4 | 1 | 7 | 30:42 | 9    |
| 5.     | Vitória  | 12   | 4 | 0 | 8 | 30:35 | 8    |

|  | Kampioen |

## Kampioen
| Campeonato Baiano de 1940 |
| ------------------------- |
| BAHIA 6º Titel            |